# Pilea taquetii
Pilea taquetii är en nässelväxtart som beskrevs av Takenoshin Nakai. Pilea taquetii ingår i släktet pileor, och familjen nässelväxter. Inga underarter finns listade i Catalogue of Life.